# Corneilhan
Corneilhan é uma comuna francesa na região administrativa de Occitânia, no departamento de Hérault. Estende-se por uma área de 14,23 km². Em 2010 a comuna tinha 1 752 habitantes (densidade: 123,1 hab./km²).